# Tour Oxygène
La tour Oxygène est un gratte-ciel de 28 étages et de 115 m de haut, dans le quartier de la Part-Dieu à Lyon (France). Elle fait partie intégrante du projet Oxygène qui comprend également un centre commercial, le « cours Oxygène ». C'est le cinquième plus haut gratte-ciel de la ville.
Son inauguration a eu lieu le 2 juin 2010.

## Le «lot R»
Le terrain sur lequel la tour Oxygène a été construite est connu sous le nom de « lot R », un des rares espaces libres du quartier de la Part-Dieu, avec le « lot J » situé à l'arrière de la Cité administrative d'État. Ces deux terrains n'ont pas trouvé preneur lors du lancement du projet d'urbanisme. Un projet de construction d'une tour, la tour Lumière, qui devait être achevée en 2003 a avorté. La tour devait mesurer 142 mètres pour trente-cinq étages. Devant l'échec en partie causé par les recours effectués par les propriétaires de la tour voisine, la Tour Suisse (qui en leur temps ont vu la hauteur de leur tour réduite à cause de la réglementation), les politiques lyonnais, sous l'impulsion du maire de Lyon, ont relancé l'idée d'une tour : la tour Oxygène.
Le projet définitif, porté par Unibail-Rodamco, consiste en la construction de trois établissements distincts et indépendants:
- une extension du centre commercial de 15 000 m², le Cours Oxygène (afin que le centre commercial redevienne le plus grand centre commercial urbain d'Europe),
- la construction d'une tour de bureau classée IGH W2 (immeuble de grande hauteur de plus 50 mètres),
- la construction du parc de stationnement souterrain Oxygène de 495 places.

## Le projet
Le site du projet est à proximité immédiate de la gare de la Part-Dieu et du centre commercial de la Part-Dieu. Le projet n'est pas homologué Haute qualité environnementale (HQE), cependant, il s'inscrit dans une démarche HQE (La tour ne possède pas la certification HQE au 3 mai 2010), en tentant de répondre un maximum aux différentes cibles, tout en n'ayant pas le label.
Culminant à 115 m de hauteur, la tour Oxygène est la troisième plus haute de Lyon derrière la tour Part-Dieu (165 mètres à la pointe de la pyramide) et la tour Incity (200 mètres au sommet du mat). Elle domine la Tour Suisse (82 mètres) qui lui fait directement face.
La façade comporte plus de 80 % de surface vitrée. Elle compte 28 794 m2 de bureaux dont plus de la moitié, 16 000 m2 du 1er au 17e étage, sont loués par la direction nationale informatique de la SNCF.
La Tour Oxygène comporte plusieurs particularités architecturales :
- du côté du boulevard Vivier-Merle, la base de la façade orientale est inclinée sur le parvis d'un angle de 17°, ce qui a nécessité l'installation d'un élément de construction irrigué ("rideau d'eau") en cas d'incendie.

L'extension du centre commercial de la Part Dieu (le « Cours Oxygène ») ajoute une surface de vente de 11 040 m2 au premier centre (dont 2 000 m2 réservé par Monoprix).
L'agence d'architecture Arte Charpentier est lauréate du concours de maîtrise d'œuvre. À la suite de ce projet et plus largement pour son engagement en matière de développement durable, la Pierre d'Or de l'immobilier lui est décernée par l'association des directeurs immobiliers.
Les promoteurs sont les groupes Sogelym Steiner et Europequipements et les entreprises chargées de la réalisation sont GFC Construction et Bouygues Bâtiment Ile-de-France. Prévoyant la construction d'un étage tous les quatre jours, le groupement utilise deux types de grues : deux grues Potain à tour de type MD 365 B L16 de 16 tonnes et MDT 222 J12 de 12 tonnes tandis que la proximité du chantier du centre commercial avec la tour impose l'utilisation de deux autres grues à flèche relevable MR 225A de 14 tonnes chacune.

## Chronologie des travaux de construction
| Date            | Événement |
| --------------- | --- |
| 29 mars 2007    | Pose de la première pierre en présence de Gérard Collomb, maire de Lyon.                                                         |
| 11 juillet 2008 | Les travaux de déblaiement sont terminés et les travaux de fondations ont commencé.                                              |
| janvier 2009    | La tour culmine à 40 mètres de hauteur.                                                                                          |
| 29 mars 2009    | La tour culmine à 85 mètres de hauteur et devient ainsi le deuxième plus haut bâtiment du quartier en devançant tour Swiss Life. |
| fin avril 2009  | La tour dépasse les 100 mètres de haut.                                                                                          |
| fin mai 2009    | La tour atteint finalement sa hauteur de plafond finale de 115 mètres.                                                           |
| 29 avril 2010   | Le constructeur livre la tour au propriétaire.                                                                                   |
| 2 juin 2010     | Inauguration de la tour. |

À l'exception de la SNCF qui figurait sur le permis de construire, des travaux de d'aménagement ont lieu lors de l'installation de nouveaux locataires.